# The Fletcher Memorial Home
The Fletcher Memorial Home és un tema del grup britànic de rock progressiu Pink Floyd que apareix en l'àlbum The Final Cut de 1983 i també a la compilació Echoes: The Best of Pink Floyd de 2001.
Aquesta peça tracta de la visió que Roger Waters té de la Guerra de les Malvines i menciona un nombre considerable de dirigents de l'època: Ronald Reagan president dels Estats Units, Margaret Thatcher, primera ministra britànica, Leònides Breznev, dirigent de l'URSS, Menahem Begin, primer ministre d'Israel. Waters els descriu com uns tirans incurables que no són capaços de comprendre res més que la violència i la seva imatge en les pantalles de televisió.
El narrador suggereix que s'haurien de posar tots els nois que s'han fet grans massa ràpid (overgrown infants) en una casa de jubilació especial, la Fletcher Memorial Home del títol. A la darrera frase també es demana que s'apliqui la solució final, és a dir, l'execució per gas de totes les persones així es causa més mort i destrucció. Es mostra el nihilisme de tot l'àlbum que tracta temes com l'holocaust, les armes nuclears i el final de la humanitat.
Està situada en l'àlbum entre els temes Get Your Filthy Hands Off My Desert i Southampton Dock que critiquen violentament la Guerra de les Malvines. Per Waters aquest conflicte fou una veritable traïció envers els soldats britànics que van combatre a la II Guerra Mundial i va pensar que els soldats dels dos bàndols, britànics i argentins, només foren peons dels seus dirigents. Per a Thatcher la guerra fou una manera de salvar la seva carrera i popularitat que estaven en caiguda lliure. El tema també evoca el comunisme i les dictadures premeditades de gent com Joseph McCarthy i Richard Nixon.
El Fletcher que apareix en el títol és un homenatge al pare de Roger Waters, Eric Fletcher Waters que va morir en l'Operació Shingle, el desembarcament d'Anzio.